# Epigraf

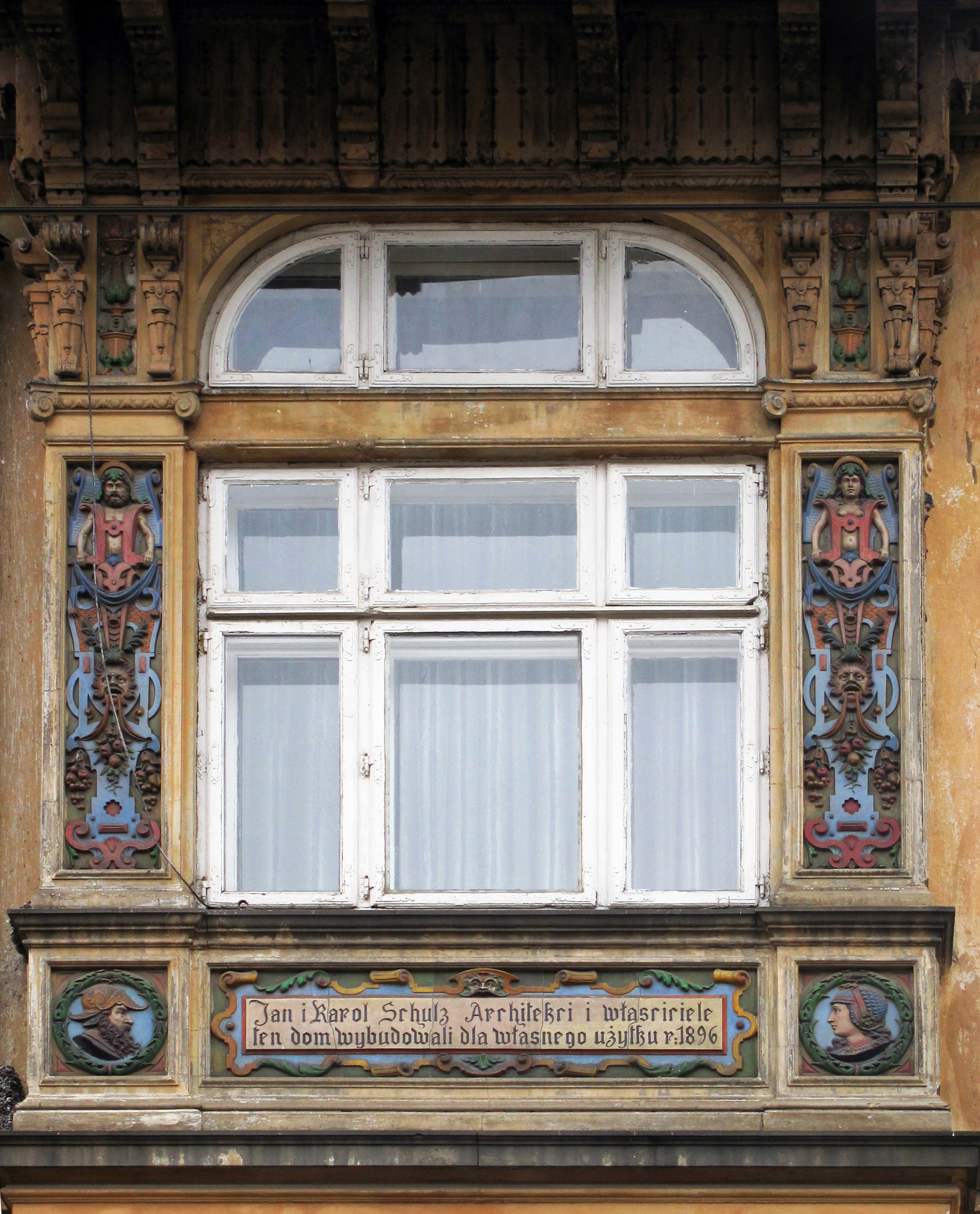
Epigraf upamiętniający właścicieli domu we Lwowie - architektów braci Szulz

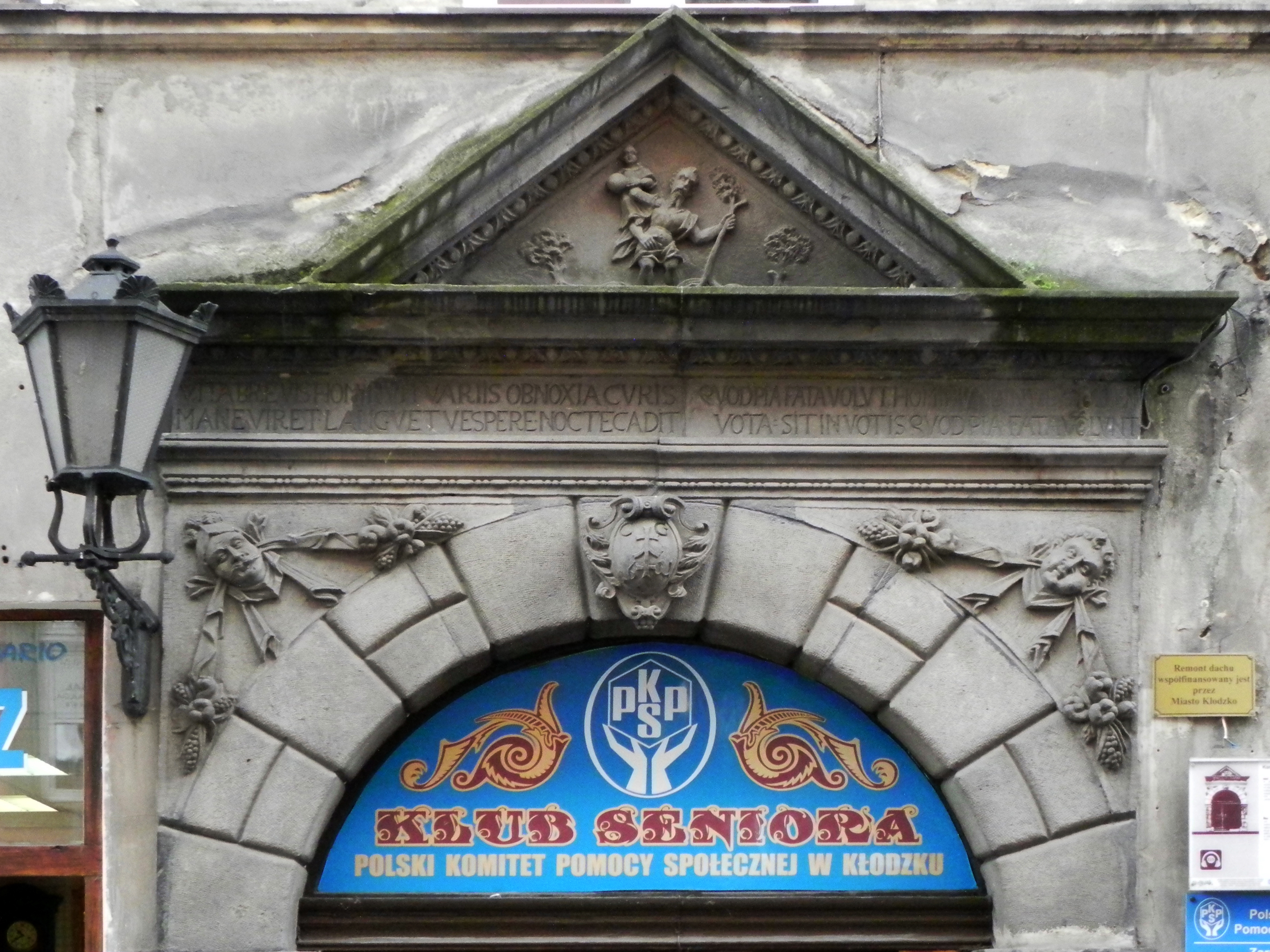
Inskrypcja na portalu domu w Kłodzku

Epigraf, inskrypcja (łac. inscriptio = napis) – napis wyryty w twardym materiale (drewno, metal, kamień, ceramika). Występuje najczęściej na grobowcach, pomnikach, tablicach i monetach. Popularnym przykładem inskrypcji są inskrypcje nagrobne. Odczytywaniem i interpretacją epigrafów zajmuje się nauka pomocnicza historii – epigrafika.
Stosowany jest od czasów starożytnych celem upamiętnienia różnych osób lub zdarzeń. Epigrafy są dziś jednym z podstawowych źródeł w badaniach nad dziełami starożytnymi – wiele z tych, które dotrwały do naszych czasów, zawiera ważne dla badań historycznych: obwieszczenia, akty prawne, akty polityczne, teksty religijne i obrzędowe, pochwały królów i zmarłych, a niekiedy drobne fakty z życia codziennego (np. ogłoszenia czy polemiki wyborcze).
Najstarsze inskrypcje zawierające ideogramy określane mianem proto-pisma pochodzą sprzed 8 do 4 tys. lat. Jako najstarsze ze znalezionych można wymienić tabliczkę z Dispilio datowaną na około 5260 lat p.n.e., oraz pozostałe po kulturze Vinča tabliczki z Tărtării datowane na ok. 4500 lat p.n.e. 